# ویشنگووا (شهرستان ستژژوف)
ویشنگووا (به لاتین: Wiśniowa) یک روستا در لهستان است که در گمینا ویشنگووا (استان پودکارپاتسکیه) واقع شده‌است. ویشنگووا ۱٬۸۲۶ نفر جمعیت دارد.